# Klanolístka obecná

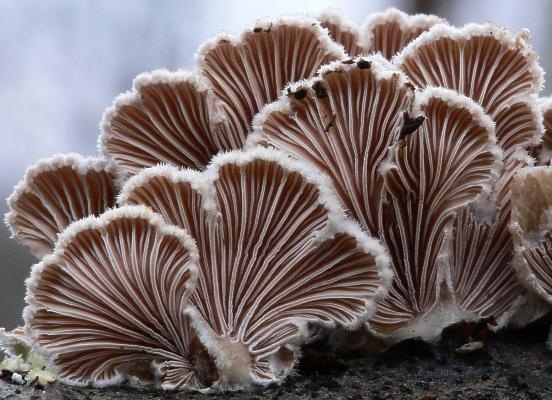
Klanolístka obecná, lišty.

Klanolístka obecná Schizophyllum commune je houba z čeledě klanolístkovité Schizophyllaceae řádu pečárkotvaré (Agaricales ). Klanolístka je pro svou tuhost a malou velikost v Evropě zřídkakdy požívána, naopak v Myanmaru, Laosu, severním Thajsku a severovýchodní Indii (Manípur a Mizóram) patří mezi oblíbené jedlé houby, připravuje se vařená nebo dušená a nakrájená na proužky, podobně jako Ucho Jidášovo, v některých oblastech Asie se údajně syrová používá jako žvýkačka. Plodnice vyrůstají během června a července a poté v říjnu až listopadu.

## EPPO kód

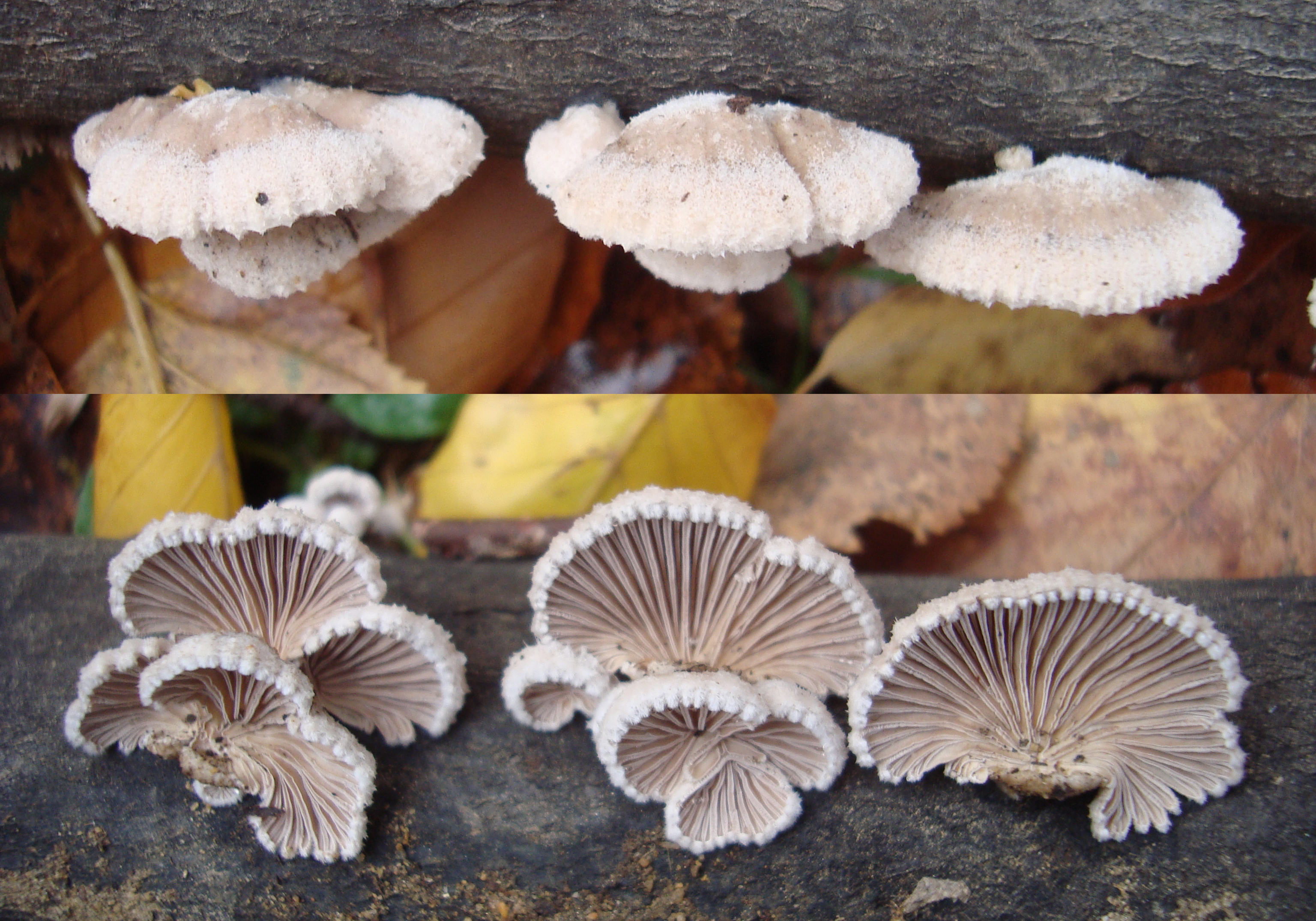
Klanolístka obecná pohled na plodnice seshora a zespodu.

SCYZCO

## Synonyma patogena

### Vědecké názvy
Podle biolib.cz je pro patogena s označením klanolístka obecná Schizophyllum commune používáno více rozdílných názvů, například Agaricus alneus  nebo Schizophyllum multifidum.

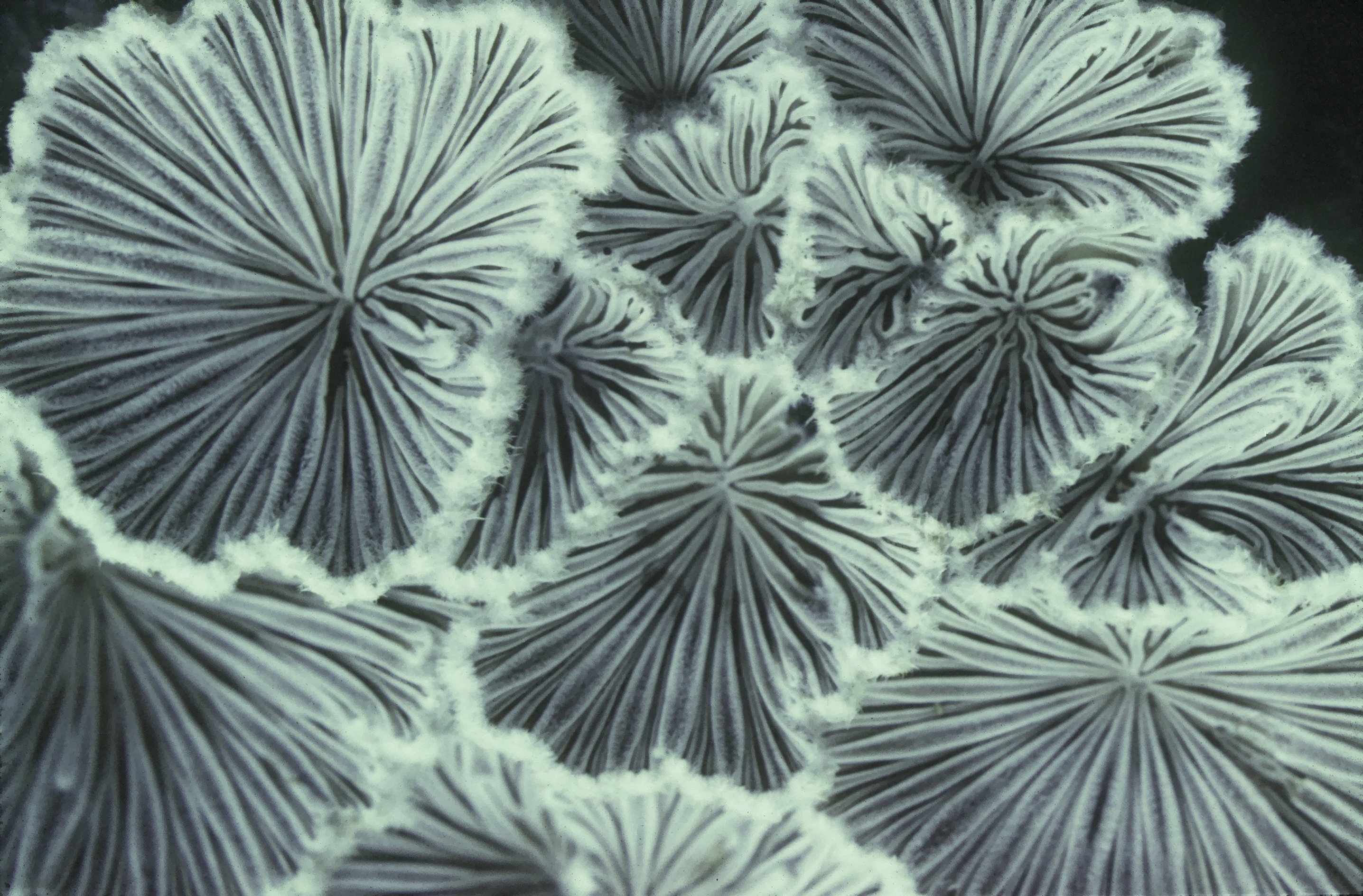
Lišty často upoutají pozornost.

## Zeměpisné rozšíření
Celosvětově, mimo Antarktidy. Podle eol.org je potvrzen výskyt ve střední Evropě. 

### Výskyt v Česku
Pozitivní.

## Popis
Plodnice obvykle nemívá třeň. Klobouk dorůstá až do dvou až pěti centimetrů a připomíná lasturu nebo pohár. Přirůstá ke kmeni stromu. Povrch klobouku je jemně plstnatý, chlupatý a šedobílé barvy za vlhka šedohnědý.
Houba nemá lupeny, ale jim podobné lišty. Od třeně nebo středu klobouku se tyto lištny vějířovitě rozbíhají k okrajům a mezi nimi jsou kratší lištny. Lišty klanolístky obecné připomínají lupénky lupenatých hub, ale výzkum ukázal, že patří do přibuzenstva hub chorošovitých. Lišty na rubu jsou rozčísnuté šedohnědé až hnědé, obvykle s nafialovělým nádechem, měkké a pružné. Dužina plodnic je bílá až nahnědlá a skládá se s hustě propletených bezbarvých vláken.
Spory 3-4 x 1-1.5 µm, cylindrické, matné, výtrusný prach je bílý.

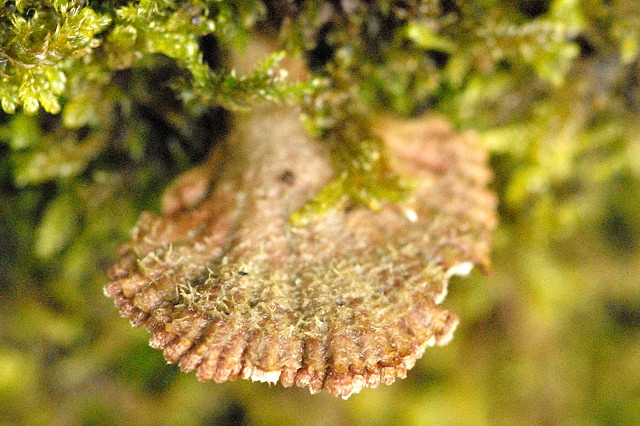
Starší plodnice ve vlhkém prostředí.

## Hostitel
Listnaté dřeviny a jehličnany. Mezi nejvíce napadané patří rody buk (Fagus), lípa (Tilia), olše (Alnus) a dub (Quercus). Klanolístka obecná je parazit a saprofyt, napadá mimo živých poraněných nebo jen oslabených a mrtvých rostlin i žaludy. Plodnice houby vyrostly i na jablku a starém chlebu. Mrtvé dřevo, které rozkládá bílou plísťovitou hnilobou.  V karpatských lesích napadá až třetinu buků s kořenovými náběhy poškozenými sesuvy kamení, těžbou a dopravou dřeva.
V Brazílii byla opakovaně izolována z míšního moku člověka, který onemocněl zánětem mozku a míchy.

## Příznaky
Plodnice ve skupinách na větvích a kmeni.

## Význam
Způsobuje odumírání kůry, ucpávání vodivého pletiva a bílou hnilobu. Oslabené rostliny mohou snáze podlehnout následné infekci jinou chorobou.  Patogen velmi rychle prorůstá hostitelem. Napadení zvyšuje náchylnost větví k lámání.

## Ekologie
Patogen atakuje rostliny poškozené nebo oslabené fyziologickými vlivy. Je častý v lesích, parcích, ovocných sadech.

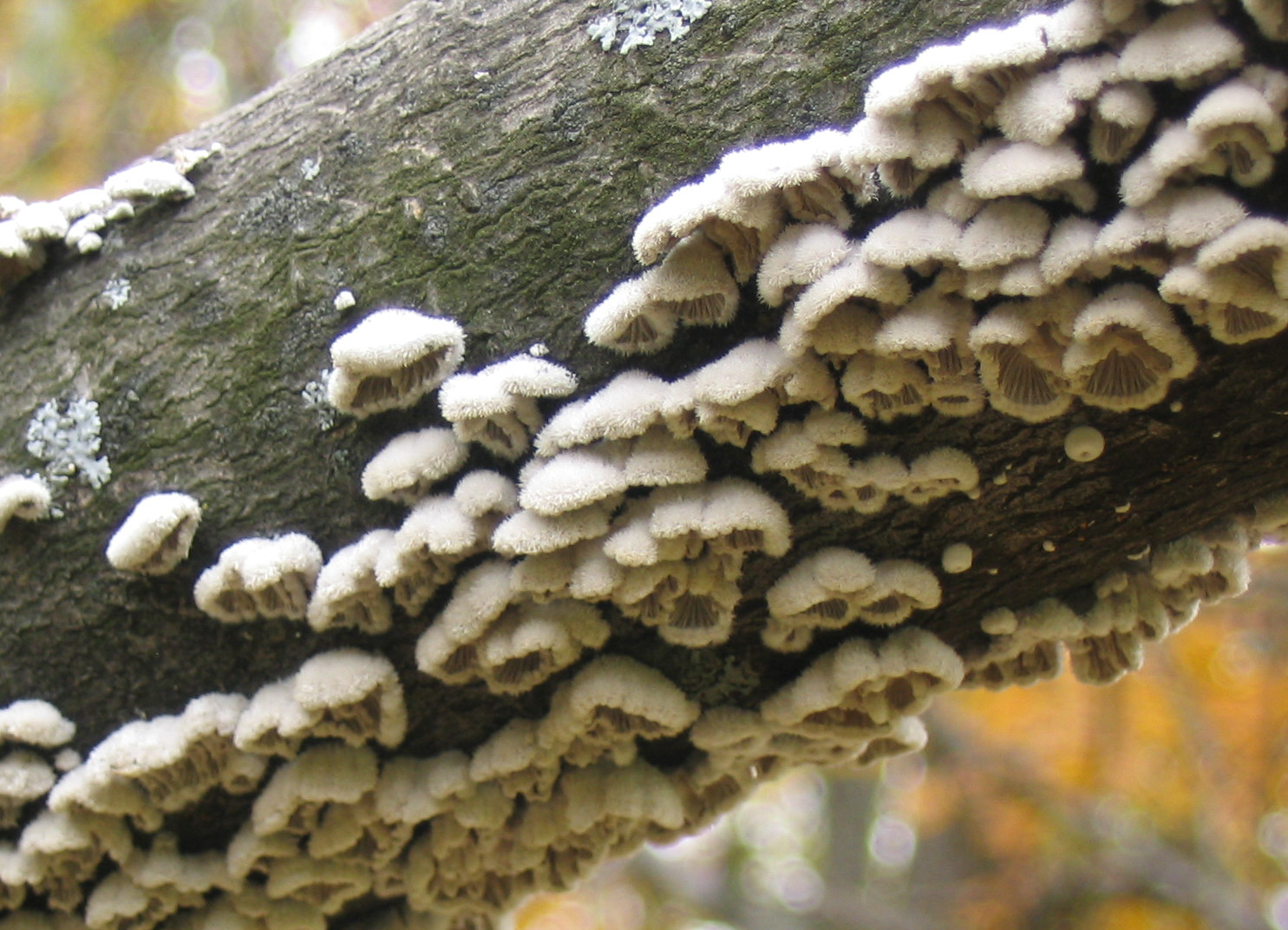
Plodnice na hostiteli.

## Ochrana rostlin

### Prevence
Ochrana jutovými pásy omotanými kolem kmene, nebo nátěr barvou.